# Chemical Assault
Chemical Assault es el primer álbum de la banda de thrash metal brasileña Violator con 10 canciones y una duración de más de media hora, en contraste con los anteriores discos de no más de siete canciones y fue lanzado en el año 2006.
En este disco se aprecia la velocidad de las dos guitarras tras la entrada en el grupo en el mismo año del lanzamiento del álbum del guitarrista Márcio Cambito.
En este disco se puede apreciar así como en los anteriores el thrash metal de la vieja escuela tanto en la música como en los temas que trata.

## Lista de canciones
1. Atomic Nightmare - 03:39
2. UxFxTx (United For Thrash) - 03:38
3. Destined to Die - 04:40
4. Addicted to Mosh - 03:25
5. Brainwash Possesion - 03:35
6. Ordered to Thrash - 02:54 (Instrumental)
7. Toxic Death - 03:32
8. Lethal Injection - 03:12
9. The Plague Returns - 03:34
10. After Nuclear Devastation - 05:02

- Datos: Q2962266